# Little Glee Monster MTV Unplugged
『Little Glee Monster MTV Unplugged』（リトル グリー モンスター エムティーヴィー アンプラグド）は、Little Glee Monsterの3枚目の映像作品である。

## 概要
MTV Unplugged史上もっとも若くしてそのステージに立ったLittle Glee Monsterのライブの模様を収録。MTV放送ではカットされた楽曲も収録｡この日は、抽選で選ばれた約200人のガオラー（Little Glee Monsterファンの呼称）を前にアコースティック形式でのライブを繰り広げた。

## 収録曲
| 曲数 | 曲名                         |
| ---- | ---------------------------- |
| 1    | Opening                      |
| 2    | 青春フォトグラフ             |
| 3    | だから、ひとりじゃない       |
| 4    | 明日へ                       |
| 5    | I WAN'NA BE LIKE YOU         |
| 6    | Gift                         |
| 7    | Get Down                     |
| 8    | ギュッと                     |
| 9    | 私らしく生きてみたい         |
| 10   | 小さな恋が、終わった         |
| 11   | 好きだ。                     |
| 12   | 世界はあなたに笑いかけている |
| 13   | Jupiter                      |
| 14   | Ending                       |